# Robert E. Lee Faris
Robert E. Lee Faris (* 2. Februar 1907 in Waco; † 25. Januar 1998 in Seattle) war ein US-amerikanischer Soziologe. Er lehrte als Professor an der University of Washington und amtierte 1961 als 51. Präsident der American Sociological Association. Faris arbeitete überwiegend zu Fragen des Abweichenden Verhaltens.
Faris studierte an der University of Illinois, wo er das Bachelor- und Master-Examen ablegte und auch promoviert wurde. Er lehrte an der Brown University, am Bryn Mawr College, der McGill University, der Syracuse University und kam 1948 an die University of Washington, an der er bis 1970 als Professor tätig war.

## Schriften (Auswahl)
- Social psychology. Ronald Press Co., New York 1952.
- Social Disorganization. Ronald Press Co., New York, 1955.
- Mental disorder in urban areas. Hafner Pub. Co., New York 1960.
- Chicago sociology, 1920-1932. Chandler Pub. Co., San Francisco 1967